# RFL Championship 1949-50
El Championship de 1949-50 fue la 55.º edición del torneo de rugby league más importante de Inglaterra.

## Formato
Los equipos se enfrentaron en formato de todos contra todos, los primeros cuatro equipos clasificaron a postemporada.
Se otorgaron 2 puntos por cada victoria, 1 por el empate y 0 por la derrota.

## Desarrollo

### Tabla de posiciones
| Pos. | Equipo               | Encuentros | Encuentros | Encuentros | Encuentros | Puntos |
| Pos. | Equipo               | PJ         | PG         | PE         | PP         | Puntos |
| ---- | -------------------- | ---------- | ---------- | ---------- | ---------- | ------ |
| 1    | Wigan Warriors       | 36         | 31         | 1          | 4          | 63     |
| 2    | Huddersfield Giants  | 36         | 28         | 1          | 7          | 57     |
| 3    | Swinton Lions        | 36         | 25         | 4          | 7          | 54     |
| 4    | Halifax RLFC         | 36         | 25         | 0          | 11         | 50     |
| 5    | Salford Red Devils   | 36         | 24         | 2          | 10         | 50     |
| 6    | Leigh Centurions     | 36         | 24         | 1          | 11         | 49     |
| 7    | St Helens RFC        | 36         | 23         | 2          | 11         | 48     |
| 8    | Leeds Rhinos         | 36         | 24         | 0          | 12         | 48     |
| 9    | Dewsbury Rams        | 36         | 23         | 0          | 13         | 46     |
| 10   | Workington Town      | 36         | 22         | 1          | 13         | 45     |
| 11   | Warrington Wolves    | 36         | 22         | 0          | 14         | 44     |
| 12   | Castleford Tigers    | 36         | 20         | 0          | 16         | 40     |
| 13   | Keighley Cougars     | 36         | 20         | 0          | 16         | 40     |
| 14   | Wakefield Trinity    | 36         | 19         | 0          | 17         | 38     |
| 15   | Hunslet FC           | 36         | 18         | 1          | 17         | 37     |
| 16   | Widnes Vikings       | 36         | 16         | 4          | 16         | 36     |
| 17   | Broughton Rangers    | 36         | 16         | 2          | 18         | 34     |
| 18   | Oldham RLFC          | 36         | 15         | 4          | 17         | 34     |
| 19   | Hull FC              | 36         | 15         | 3          | 18         | 33     |
| 20   | Barrow Raiders       | 36         | 14         | 1          | 21         | 29     |
| 21   | Bradford Bulls       | 36         | 14         | 1          | 21         | 29     |
| 22   | Hull Kingston Rovers | 36         | 14         | 1          | 21         | 29     |
| 23   | Whitehaven RLFC      | 36         | 11         | 4          | 21         | 26     |
| 24   | Batley Bulldogs      | 36         | 10         | 0          | 26         | 20     |
| 25   | Featherstone Rovers  | 36         | 9          | 2          | 25         | 20     |
| 26   | Bramley RLFC         | 36         | 6          | 1          | 29         | 13     |
| 27   | Rochdale Hornets     | 36         | 5          | 2          | 29         | 12     |
| 28   | York FC              | 36         | 6          | 0          | 30         | 12     |
| 29   | Liverpool Stanley    | 36         | 4          | 0          | 32         | 8      |

|  | Clasificados a postemporada. |

### Postemporada

#### Semifinal
| 29 de abril de 1950 | Huddersfield Giants | 9 - 0 | Swinton Lions |  |  |

| 3 de mayo de 1950 | Wigan Warriors | 18 - 2 | Halifax RLFC |  |  |

#### Final
| 13 de mayo de 1950 | Wigan Warriors | 20 - 2 | Huddersfield Giants | Leeds Road, Huddersfield |  |

| Bandera de Inglaterra  |
| Campeón Wigan Warriors |
| Septimo título         |